# Данмари сир Крет
Данмари сир Крет (фр. Dannemarie-sur-Crète) насеље је и општина у источној Француској у региону Франш-Конте, у департману Ду која припада префектури Безансон.
По подацима из 2011. године у општини је живело 1326 становника, а густина насељености је износила 326,6 становника/km². Општина се простире на површини од 4,06 km². Налази се на средњој надморској висини од 303 метара (максималној 303 m, а минималној 239 m).

## Демографија
| 1962. | 1968. | 1975. | 1982. | 1990. | 1999. | 2011. |
| ----- | ----- | ----- | ----- | ----- | ----- | ----- |
| 228   | 239   | 444   | 653   | 774   | 938   | 1.326 |

График промене броја становника у току последњих година